# Microrchestris scutatus
Microrchestris scutatus is een spinnensoort uit de familie van de jachtkrabspinnen (Sparassidae).
De wetenschappelijke naam van de soort werd in 1966 gepubliceerd door Reginald Frederick Lawrence.